# جيرالد شوبرت
جيرالد شوبرت (بالإنجليزية: Gerald Schubert)‏ هو عالم فيزياء الأرض أمريكي، ولد في 1939.